# Eddy Hartono
Eddy Hartono Arbi (født 18. juli 1964), indonesisk badmintonspiller som deltog i de olympiske lege 1992 i Barcelona.
Hatano vandt en sølvmedalje i badminton under Sommer-OL 1992 i Barcelona. Sammen med Rudy Gunawan kom han på en andenplads i doubleturneringen for mænd. De tabte finalen til Kim Moon-soo / Park Joo-bong fra Sydkorea.